# Macropsis simplex
Macropsis simplex är en insektsart som beskrevs av Jacobi 1910. Macropsis simplex ingår i släktet Macropsis och familjen dvärgstritar. Inga underarter finns listade i Catalogue of Life.